# Nắp ấm lá men
Nắp ấm lá men hay còn gọi bình nước Thorel (danh pháp khoa học: Nepenthes thorelii)

 là loài thực vật có hoa thuộc họ Nepenthaceae được mô tả khoa học đầu tiên bởi Paul Lecomte năm 1909.

## Hình ảnh

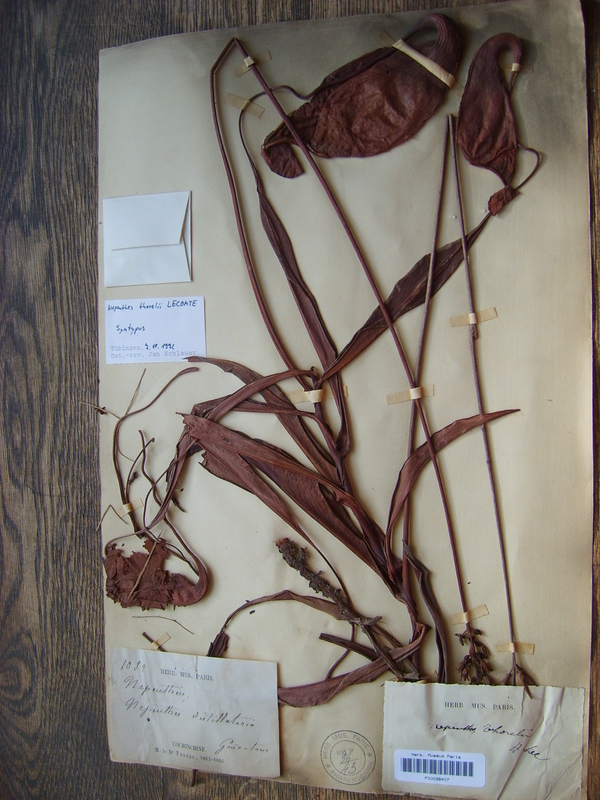
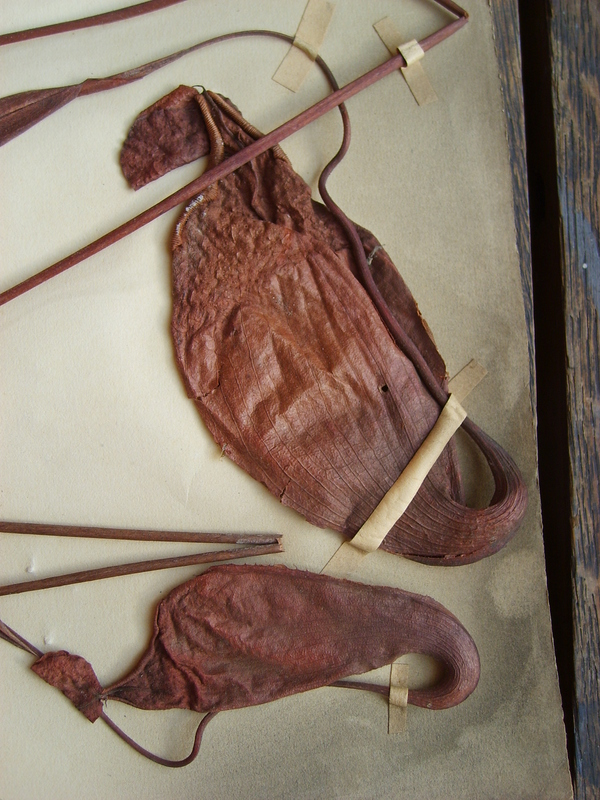
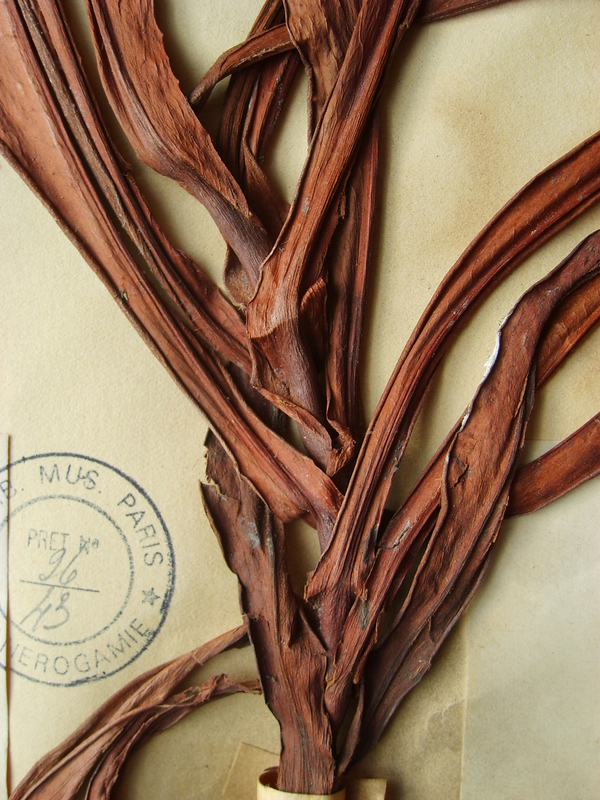
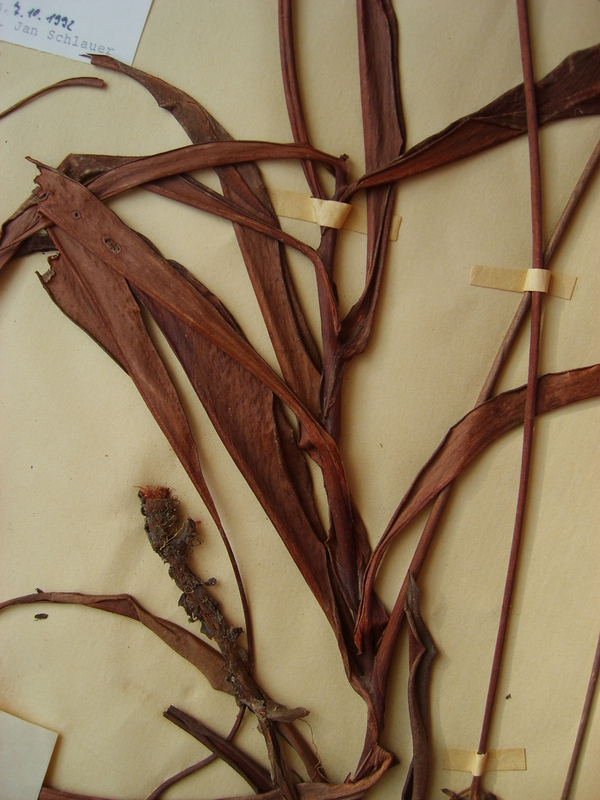
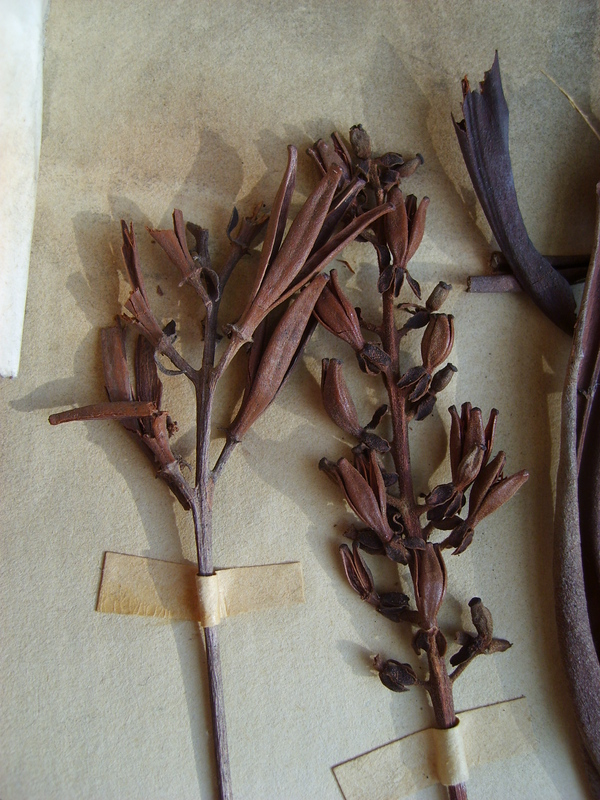
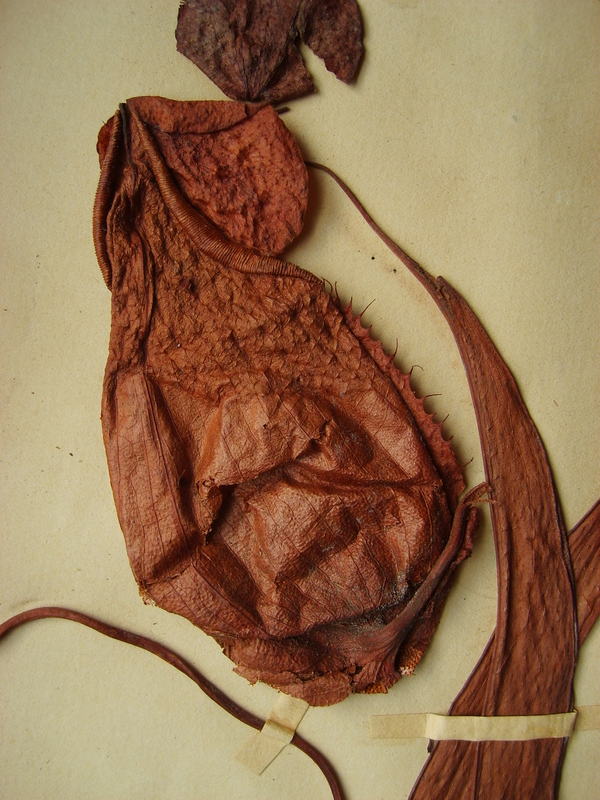